# Rallye Finnland 1973
Die 23. Rallye Finnland (auch 1000-Seen-Rallye genannt) war der achte Lauf zur Rallye-Weltmeisterschaft 1973. Sie fand vom 3. bis zum 5. August in der Region Jyväskylä statt.

## Klassifikationen

### Endergebnis
| Rang | Fahrer          | Co-Pilot        | Auto                   | Zeit (Std./Min./Sek.) | Rückstand Sieger (Std./Min./Sek.) Rückstand V (Std./Min./Sek.) |
| ---- | --------------- | --------------- | ---------------------- | --------------------- | -------------------------------------------------------------- |
| 1    | Timo Mäkinen    | Henry Liddon    | Ford Escort RS1600     | 4:53:50               | 0:00:00                                                        |
| 2    | Markku Alén     | Juhani Toivonen | Volvo 142              | 4:55:59               | 0:02:09                                                        |
| 3    | Leo Kinnunen    | Atso Aho        | Porsche 911            | 4:57:12               | 0:03:22 0:01:13                                                |
| 4    | Simo Lampinen   | John Davenport  | Saab 96 V4             | 4:59:28               | 0:05:38 0:02:16                                                |
| 5    | Antti Ojanen    | Heikki Miikki   | Opel Ascona 19         | 5:03:30               | 0:09:40 0:04:02                                                |
| 6    | Ulf Grönholm    | Henry Laine     | Opel Ascona 19         | 5:04:03               | 0:10:13 0:00:33                                                |
| 7    | Tapio Rainio    | Erkki Nyman     | Saab 96 V4             | 5:05:43               | 0:11:53 0:01:40                                                |
| 8    | Achim Warmbold  | Jean Todt       | Fiat 124 Abarth Rallye | 5:09:43               | 0:15:53 0:04:00                                                |
| 9    | Pertti Lehtonen | Ilkka Kivimäki  | Saab 96 V4             | 5:11:26               | 0:17:36 0:01:43                                                |
| 10   | Hannu Palin     | Jyrki Ahava     | Opel Ascona 19         | 5:11:36               | 0:17:46 0:00:10                                                |

Insgesamt wurden 55 von 109 gemeldeten Fahrzeuge klassiert.

### Herstellerwertung
| Pos. | Team           | Punkte |
| ---- | -------------- | ------ |
| 1    | Alpine Renault | 92     |
| 2    | Fiat           | 69     |
| 3    | Ford           | 36     |
| 4    | Citroën        | 33     |
| 5    | Saab           | 30     |

Die Fahrer-Weltmeisterschaft wurde erst ab 1979 ausgeschrieben.